# Paraponera clavata
Paraponera clavata je vrsta mravlje, ki prebiva v nižinskih deževnih gozdovih na območju, ki se razteza od Nikaragve in južnega dela Hondurasa v Medmorski Ameriki do Paragvaja v Južni Ameriki. Znana je po svojem zelo bolečem ugrizu, ki naj bi bil najbolj boleč med vsemi ugrizi in piki kožekrilcev.
Delavke zrastejo od 18–30 mm v dolžino. Telo rdeče-črne barve je podolgovato in spominja na palico, na kar se tudi nanaša vrstni pridevek clavata - »v obliki palice«. Polimorfizem pri teh mravljah ni izrazit, saj matice niso dosti večje od delavk.
Kolonije se navadno nahajajo pod bazo dreves. Povečini nabirajo nektar in lovijo majhne členonožce na drevesu, ki je neposredno nad kolonijo. Na gozdnih tleh poteka le malo nabiranja in lova. Poškodovane delavke pogosto zajedajo dvokrilci vrste A. paraponerae.
Po Schmitdovi in Starrovi lestvici bolečine po piku oz. ugrizu je ugriz dotične vrste mravlje najbolj boleč med vsemi kožekrilci in dosega 4. stopnjo, ki je najvišja. Prizadeti bolečino opisujejo kot mučno, utripajočo in pekočo, ki prihaja v valovih in traja okoli 24 ur. Zaradi tega mravlja nosi številne vzdevke, med ostalim »krogla«, saj naj bi bila bolečina podobna tisti, povzročeni s strelnim orožjem, ter »24-urna mravlja« (špansko hormiga veinticuatro) glede na trajanje bolečine. Domnevano je, da se je tekom evolucije močan strup razvil zaradi obrambe pred plenilci, ki bi hoteli izkopati mravlje iz zemlje.
Ugrizi mravelj so pri ljudstvu Mawé v Braziliji pomembni za iniciacijski obred pri prehodu dečkov v zrelo, odraslo obdobje lovcev. Mravlje se sprva omami v naravnem sedativu, nato se jih všije v rokavico, pri čemer so zadki obrnjeni navznoter. Ko učinek sedativa popusti, mora deček vtakniti roko v rokavico in v njej zdržati 10 minut. Celotna iniciacija zahteva 20 tovrstnih obredov, ki se jih opravi tekom nekaj mesecev do nekaj let.